# Álarcos bagoly
Az álarcos bagoly (Phodilus badius) a madarak osztályának bagolyalakúak (Strigiformes)  rendjébe és a gyöngybagolyfélék (Tytonidae) családjába tartozó faj.

## Rendszerezése
A fajt Thomas Horsfield amerikai ornitológus írta le 1821-ben, a Strix nembe Strix badia néven.

## Alfajai
- Phodilus badius arixuthus (Oberholser, 1932) - a Natuna-szigetek
- Phodilus badius badius (Horsfield, 1821) - Thaiföld déli része, a Maláj-félsziget és a Nagy-Szunda-szigetek
- Phodilus badius parvus (Chasen, 1937) - Belitung sziget (Borneó délnyugati partvidéke mentén
- Phodilus badius saturatus (Robinson, 1927) - India északkeleti része, Banglades, Nepál, Bhután, Mianmar, Kína déli része, Thaiföld északi része, Laosz, Vietnám és Kambodzsa [2]

## Előfordulása
Dél- és Délkelet-Ázsiában, Banglades, Brunei, Kambodzsa, Kína, India, Srí Lanka, Indonézia, Laosz, Malajzia,  Mianmar, Thaiföld és Vietnám területén honos. A természetes élőhelye szubtrópusi és trópusi síkvidéki és hegyi esőerdők, mangroveerdők, valamint ültetvények.

## Megjelenése
Testhossza 23–29 centiméter, testtömege 255–308 gramm. Ovális arcú, keskeny arcfátyollal rendelkező madár, a feje tetején a fülesbaglyokra hasonlító tollfüleket visel.

## Életmódja
Éjszaka aktív ragadozómadár, szinte hangtalanul repül, kiváló a hallása. A fák közötti mozgásban lekerekített szárnyai és rövid farka segíti. Nagyobb rovarokkal, békákkal, gyíkokkal, kisebb madarakkal és emlősökkel táplálkozik.

## Szaporodása
Faodúba vagy ágüregbe készíti fészkét.